# Angelica lucida
Angelica lucida es una especie de planta herbácea de la familia de las apiáceas. Es originaria de las costas de Norteamérica y Este de Asia.

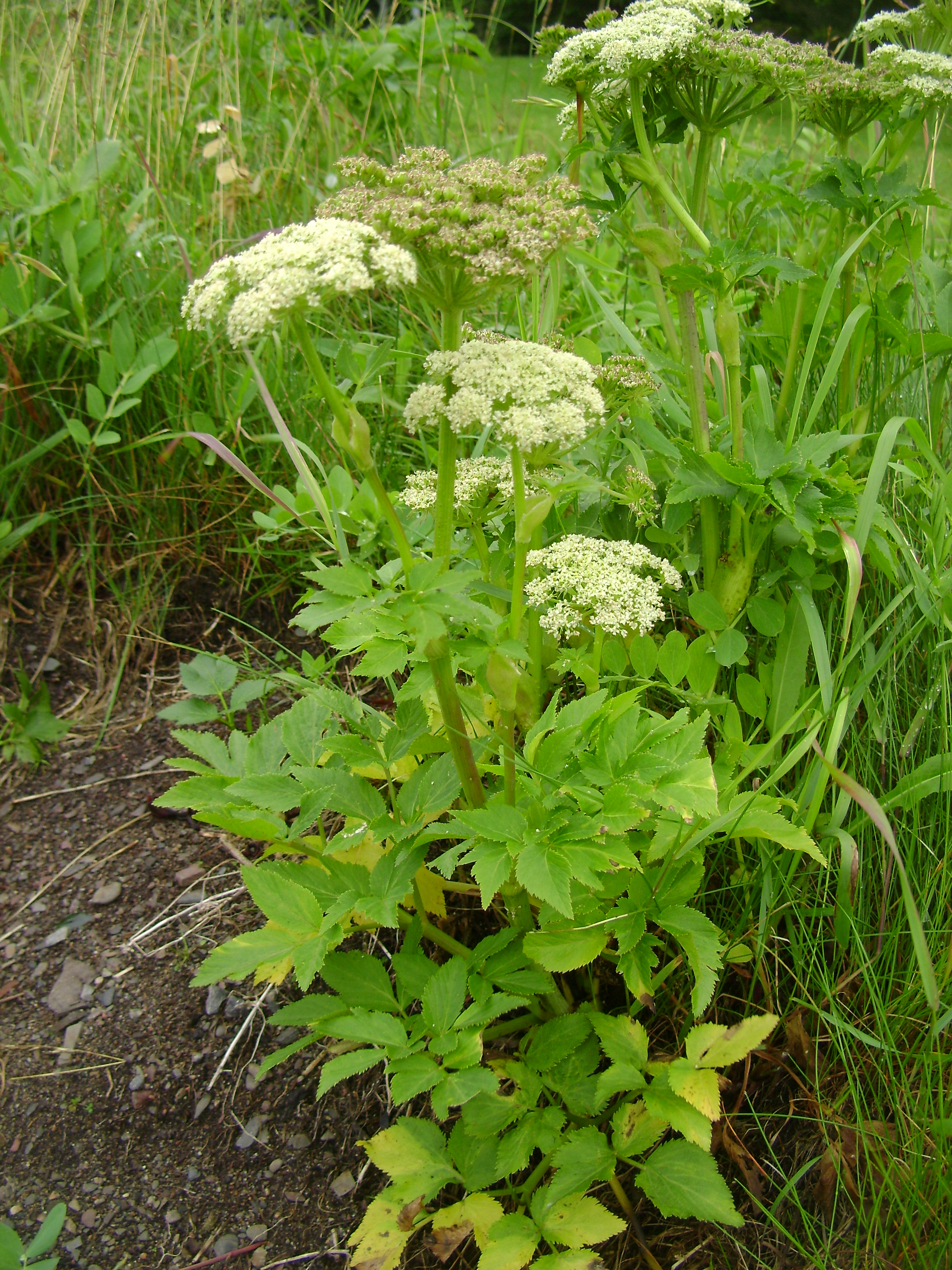
Vista de la planta

## Descripción
Angelica lucida es similar en apariencia a otras especies de Angelicas, con inflorescencias altas y densas en forma de umbelas con flores de color blanco amarillento.

## Taxonomía
Angelica lucida fue descrita por  Carolus Linnaeus y publicado en Species Plantarum 1: 251. 1753.
Etimología
Ver: Angelica
lucida: epíteto que significa "claro, brillante".
Sinonimia
- Coelopleurum actaeifolium
- Coelopleurum gmelinii
- Caucalis lucida (L.) Lag.
- Coelopleurum lucidum (L.) Fernald
- Coelopleurum lucidum f. frondosum Fernald	[3]